# Печењевачко сужење
Печењевачко сужење је клисура у композитној долини Јужне Мораве у југоисточној Србији која повезује Лесковачку котлину на југу и малу Брестовачку котлину на северу. Обод јој је усечен у старијим стенама, а дно је прекривеном неогеним седиментима. Дугачка је око 10 километара и име је добила по месту Печењевце.